# Liste des districts urbains locaux du Manitoba
Un district urbain local (local urban district) est un type de communauté non constituée en société dans la province canadienne du Manitoba. Selon la Loi sur les municipalités, le district urbain local est une localité située entièrement à l'intérieur d'une municipalité rurale qui « a au moins 250 habitants et une densité de population d'au moins 400 habitants par kilomètre carré ou tel autre densité que le ministre peut, dans un cas particulier de considérer suffisante pour le type et le niveau des services à être fournis dans les districts urbains locaux ». Le Règlement sur les districts urbains locaux a établi 68 collectivités comme districts urbains locaux.

## Liste
| Nom                   | Municipalité rurale       | Population (2011), | Population (2006), | Différence (%), | Superficie (km2), | Densité (hab./km2), |
| --------------------- | ------------------------- | ------------------ | ------------------ | --------------- | ----------------- | ------------------- |
| Alexander (en)        | Whitehead                 | 340                | 306                | 11,1            | 1,36              | 250,2               |
| Alonsa                | Alonsa                    |                    |                    |                 |                   |                     |
| Altamont (en)         | Lorne                     |                    |                    |                 |                   |                     |
| Amaranth              | Alonsa                    |                    |                    |                 |                   |                     |
| Angusville            | Riding Mountain West (en) |                    |                    |                 |                   |                     |
| Ashern                | West Interlake (en)       | 609                | 639                | −4,7            | 3,07              | 198,6               |
| Austin (en)           | North Norfolk             | 403                | 378                | 6,6             | 1,9               | 212,5               |
| Baldur (en)           | Argyle                    | 337                | 346                | −2,6            | 2,23              | 151                 |
| Belmont               | Prairie Lakes (en)        |                    |                    |                 |                   |                     |
| Birch River           | Mountain                  | 235                | 335                | −29,9           | 1,86              | 126,1               |
| Blumenort (en)        | Hanover (en)              | 1 404              | 924                | 51,9            | 3,2               | 438,8               |
| Clearwater (en)       | Louise (en)               |                    |                    |                 |                   |                     |
| Cranberry Portage     | Kelsey                    | 572                | 659                | −13,2           | 8,31              | 68,8                |
| Crystal City (en)     | Louise (en)               | 384                | 400                | −4              | 2,84              | 135,1               |
| Cypress River (en)    | Victoria (en)             |                    |                    |                 |                   |                     |
| Darlingford (en)      | Pembina (en)              |                    |                    |                 |                   |                     |
| Elgin                 | Grassland (en)            |                    |                    |                 |                   |                     |
| Elie (en)             | Cartier (en)              | 562                | 507                | 10,8            | 8                 | 70,3                |
| Elkhorn               | Wallace-Woodworth         | 471                | 461                | 2,2             | 2,73              | 172,6               |
| Elm Creek (en)        | Grey (en)                 | 336                | 328                | 2,4             | 2,57              | 130,6               |
| Elphinstone (en)      | Yellowhead (en)           |                    |                    |                 |                   |                     |
| Emerson               | Emerson-Franklin          | 671                | 689                | −2,6            | 22,28             | 30,1                |
| Fisher Branch (en)    | Fisher (en)               | 460                | 428                | 7,5             | 1,75              | 262,6               |
| Grunthal (en)         | Hanover (en)              | 1 640              | 1 176              | 39,5            | 2,83              | 579,5               |
| Haywood (en)          | Grey (en)                 |                    |                    |                 |                   |                     |
| Holland (en)          | Victoria (en)             | 353                | 352                | 0,3             | 2,81              | 125,4               |
| Inglis (en)           | Riding Mountain West (en) |                    |                    |                 |                   |                     |
| Kelwood               | Rosedale                  |                    |                    |                 |                   |                     |
| Kenton                | Wallace-Woodworth         |                    |                    |                 |                   |                     |
| La Broquerie (en)     | La Broquerie              | 1 073              | 753                | 42,5            | 7,92              | 135,5               |
| La Rivière            | Pembina (en)              | 174                | 303                | −42,6           | 2,73              | 63,7                |
| Landmark (en)         | Taché                     | 1 326              | 1 288              | 3               | 2,88              | 461,1               |
| Lorette               | Taché                     | 2 580              | 2 057              | 25,4            | 4,59              | 562,1               |
| Lundar (en)           | Coldwell (en)             | 496                | 515                | −3,7            | 1,04              | 479                 |
| Mafeking (en)         | Mountain                  |                    |                    |                 |                   |                     |
| Mariapolis (en)       | Lorne                     |                    |                    |                 |                   |                     |
| Mather (en)           | Cartwright-Roblin (en)    |                    |                    |                 |                   |                     |
| Miami                 | Thompson (en)             | 435                | 351                | 23,9            | 1,24              | 350,6               |
| Miniota               | Prairie View (en)         |                    |                    |                 |                   |                     |
| Minto                 | Grassland (en)            |                    |                    |                 |                   |                     |
| Mitchell (en)         | Hanover (en)              | 1 656              | 1 492              | 11              | 3,26              | 508                 |
| Newdale               | Harrison Park (en)        |                    |                    |                 |                   |                     |
| Ninette               | Prairie Lakes (en)        | 224                | 262                | −14,5           | 1,82              | 123,3               |
| Ninga                 | Killarney-Turtle Mountain |                    |                    |                 |                   |                     |
| Notre-Dame-de-Lourdes | Lorne                     | 683                | 589                | 16              | 2,58              | 264,5               |
| Oak River (en)        | Oakview (en)              |                    |                    |                 |                   |                     |
| Oakville (en)         | Portage la Prairie (en)   | 459                | 476                | −3,6            | 2,71              | 169,6               |
| Ochre River (en)      | Lakeshore (en)            |                    |                    |                 |                   |                     |
| Pierson               | Two Borders (en)          | 209                | 217                | −3,7            | 2,15              | 97,4                |
| Pilot Mound           | Louise (en)               | 635                | 630                | 0,8             | 2,7               | 235,5               |
| Pine River            | Mountain                  |                    |                    |                 |                   |                     |
| Plumas (en)           | WestLake-Gladstone (en)   | 227                | 213                | 6,6             | 0,74              | 306,8               |
| Rapid City            | Oakview (en)              | 417                | 416                | 0,2             | 5,38              | 77,5                |
| Reston                | Pipestone                 | 550                | 428                | 28,5            | 5,31              | 103,7               |
| Richer (en)           | Sainte-Anne (en)          | 504                | 642                | −21,5           | 5,38              | 93,7                |
| Rosenfeld             | Rhineland                 | 348                | 340                | 2,4             | 2,74              | 127,1               |
| Rosenort (en)         | Morris (en)               | 572                | 501                | 14,2            | 11,3              | 50,6                |
| Saint-Claude          | Grey (en)                 | 590                | 588                | 0,3             | 1,8               | 328,1               |
| St. Jean Baptiste     | Montcalm                  | 552                | 545                | 1,3             | 2,04              | 270,3               |
| Saint-Lazare          | Ellice-Archie (en)        | 254                | 265                | −4,2            | 2,91              | 87,3                |
| Saint-Léon            | Lorne                     |                    |                    |                 |                   |                     |
| Saint-Malo            | De Salaberry              | 1 148              | 1 284              | −10,6           | 7,43              | 154,5               |
| Somerset              | Lorne                     | 439                | 432                | 1,6             | 2,45              | 179                 |
| Sandy Lake (en)       | Harrison Park (en)        | 261                | 303                | −13,9           | 2,03              | 128,7               |
| Swan Lake             | Lorne                     | 259                | 262                | −1,1            | 0,76              | 340,5               |
| Tyndall-Garson        | Brokenhead (en)           | 1 313              | 1 058              | 24,1            | 3,21              | 409                 |
| Vita (en)             | Stuartburn (en)           | 415                | 562                | −26,2           | 3,05              | 135,9               |
| Warren (en)           | Woodlands (en)            | 798                | 754                | 5,8             | 5,38              | 148,3               |